# Ole Peter Hansen Balling
Ole Peter Hansen Balling, né le 13 avril 1823 à Christiana (Oslo) et mort le 1er mai 1906, est un peintre, illustrateur, photographe et lithographe norvégien. 
Balling a étudié la peinture à Berlin et Copenhague. Il a rejoint l'armée danoise en 1848, puis a émigré aux États-Unis en 1856. Il a commandé le 145e régiment d'infanterie volontaire de New York durant la guerre de Sécession et peint de nombreux généraux de l'Union. Il est ensuite retourné en Norvège et peint des officiers de la marine royale norvégienne.

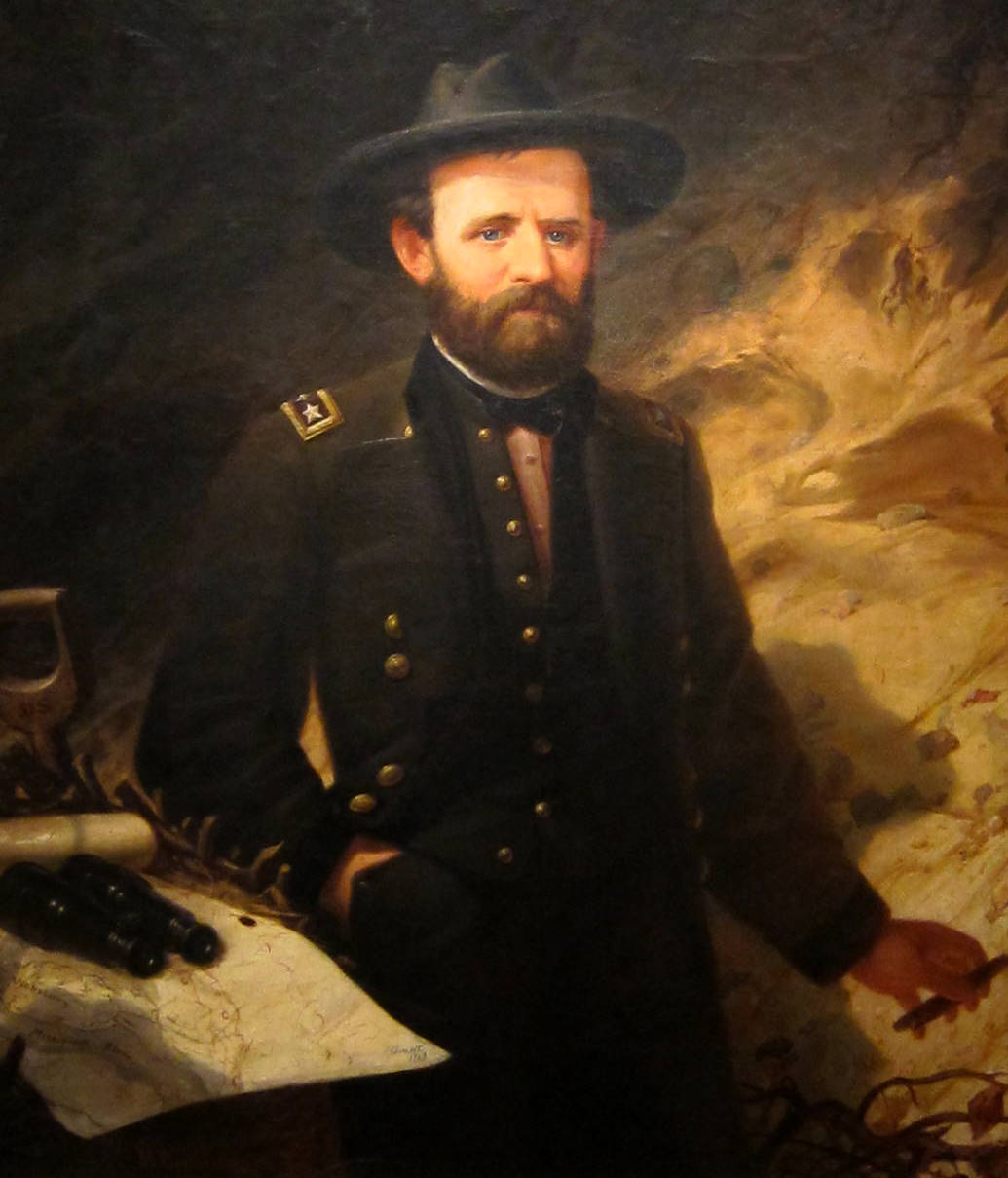
Portrait d'Ulysses S. Grant
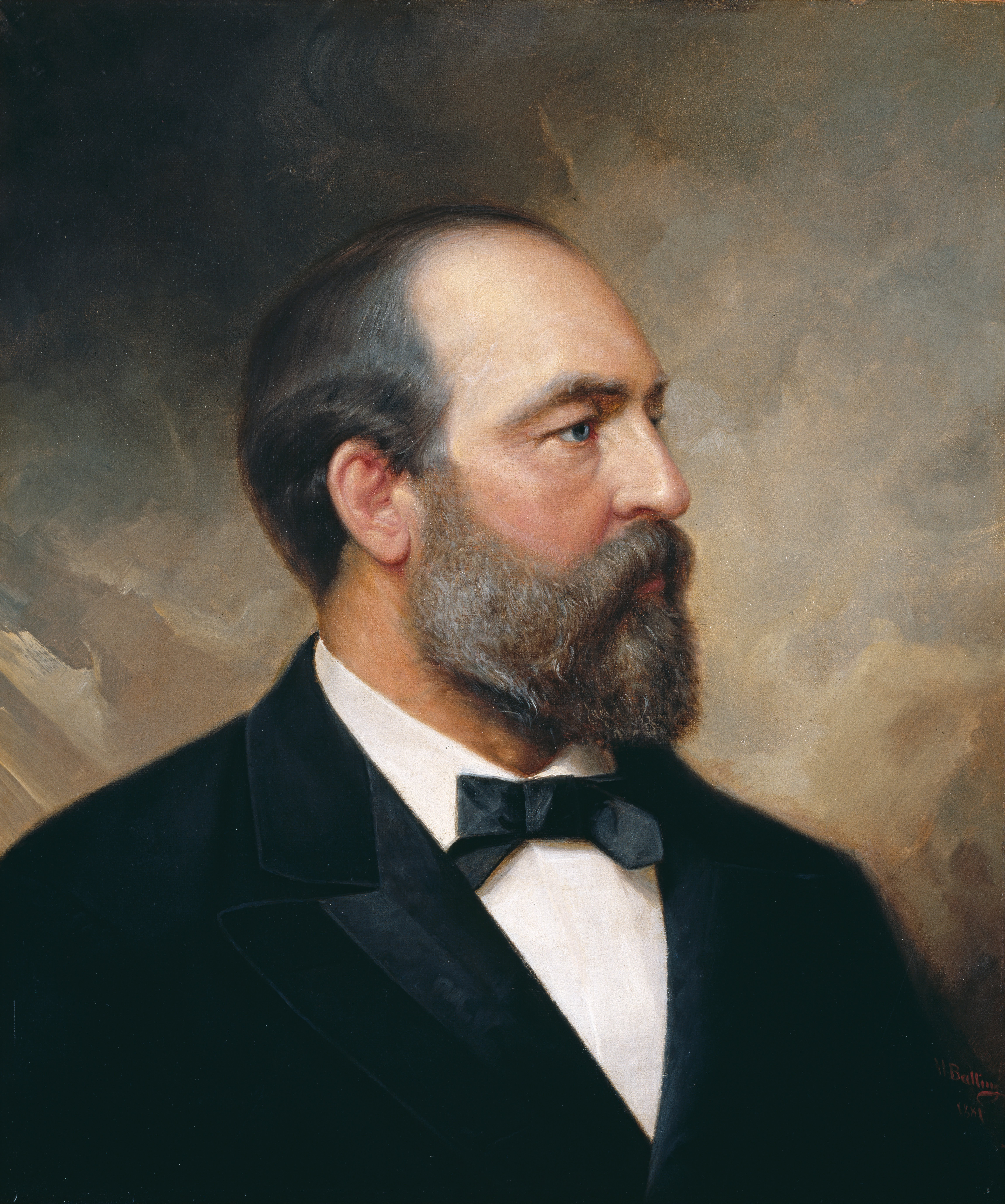
Portrait de James A. Garfield
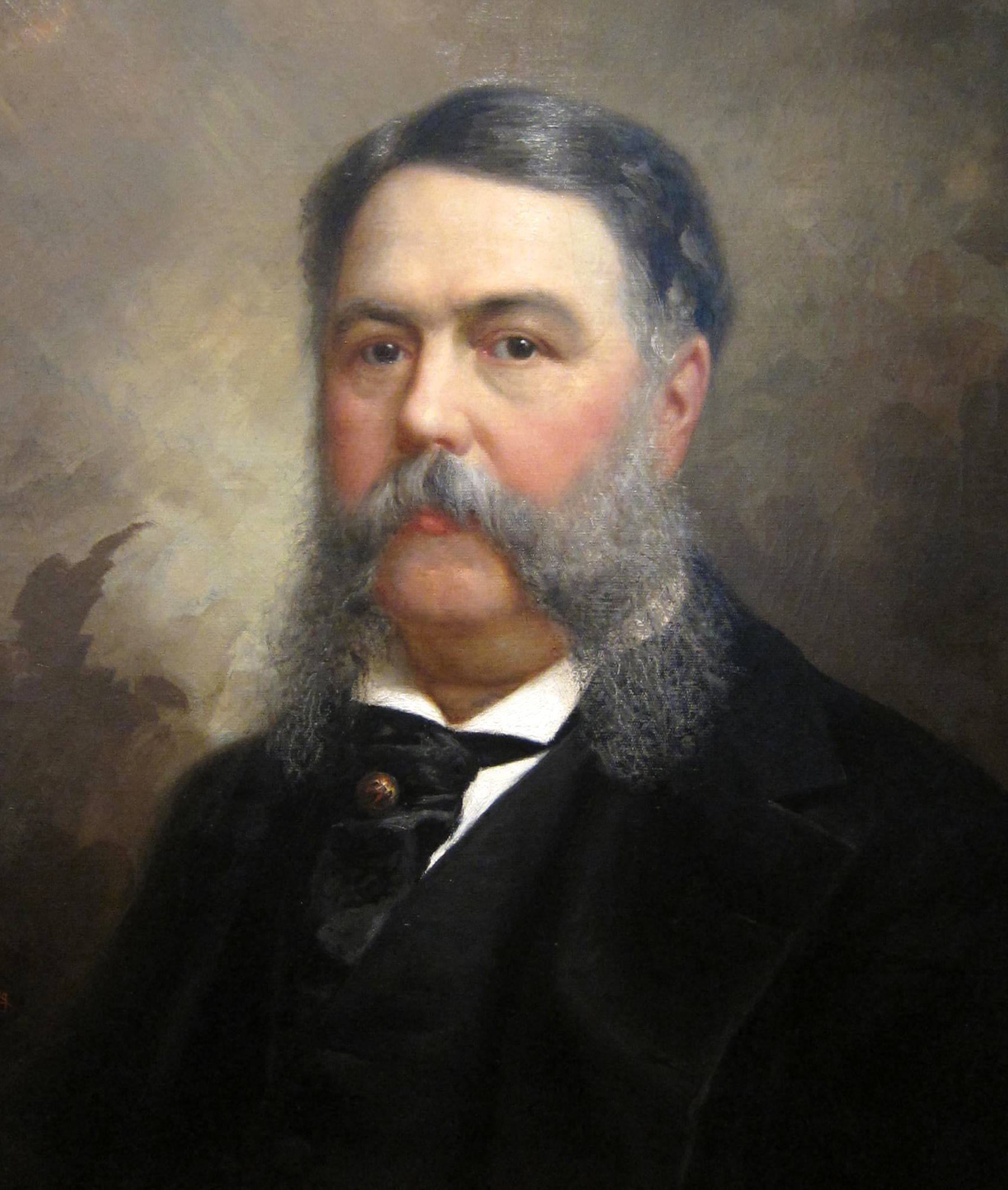
Portrait de Chester A. Arthur
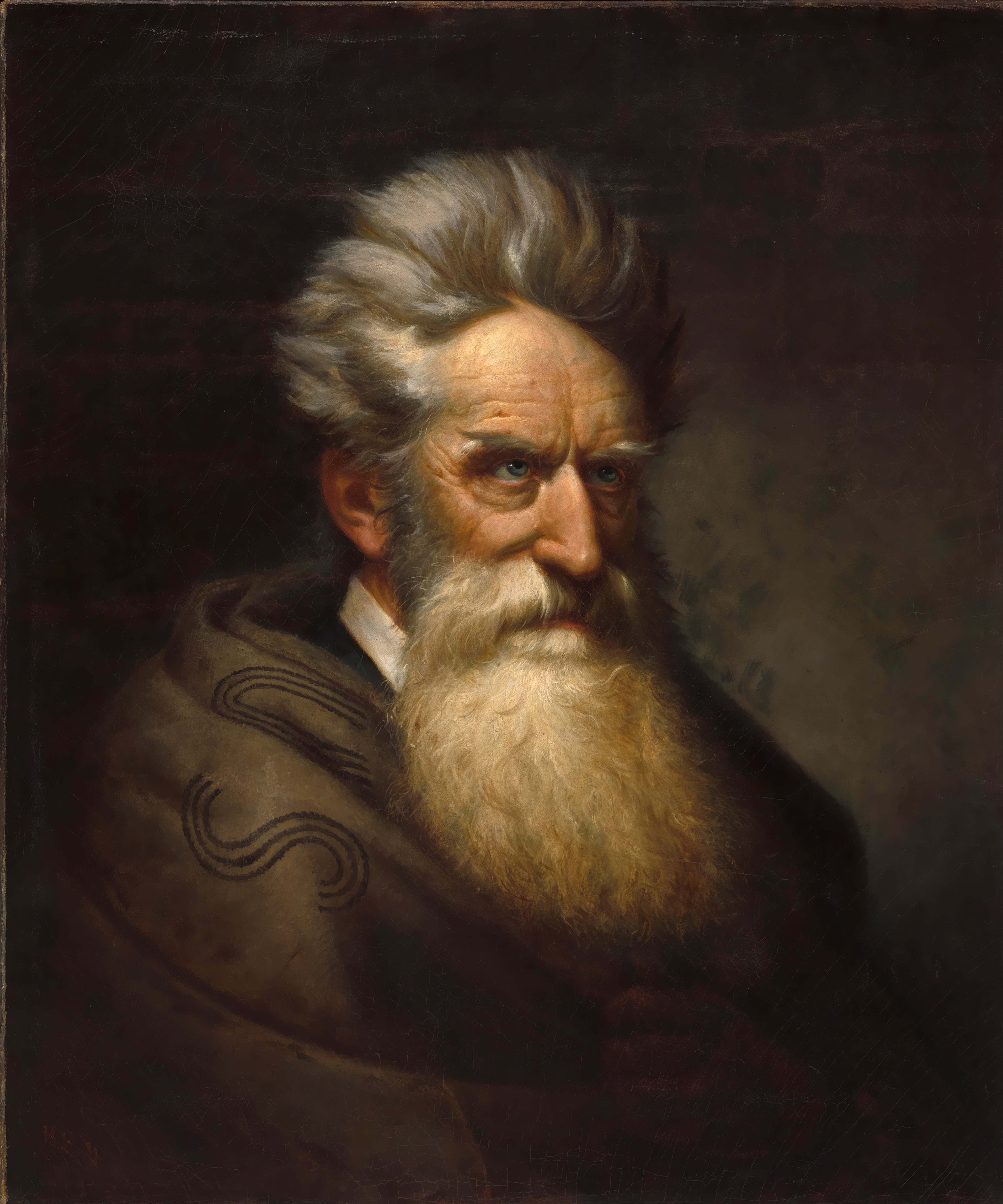
Portrait de John Brown